# Nord & Syd (musikgrupp)
Nord & Syd är ett svenskt indiepopband aktivt i Stockholm. Samtliga medlemmar har dock sitt ursprung i Norrland.

## Biografi
Nord & Syd består av tidigare medlemmar från Vapnet, Laakso och Penny Century.
2013 släppte de skivan Som en människa, som fick högst snittbetyg av svenska musikkritiker det året. 2018 kom 80%, och 2022 Aldrig sälja slut.

## Medlemmar
- Julia Hanberg - sång
- Martin Abrahamsson - gitarr
- Joel Lindberg - bas
- David Nygård - klaviatur
- Kalle Danielsson - trummor

## Diskografi

### Album
- 2013 – Som en människa
- 2018 – 80%
- 2022 – Aldrig sälja slut

### Fotnoter
1. ↑  https://www.svd.se/a/p6Rgzw/nord-syd-svart-att-fa-ihop-rockpusslet
2. ↑  https://www.djungeltrumman.se/hej-nord-syd/